# Бустос, Хуан Баутиста
Хуан Баутиста Бустос (исп. Juan Bautista Bustos; 29 августа 1779, Эстансия-Санта-Мария-де-Пунилья — 18 сентября 1830, Санта-Фе) — аргентинский политик и военный, участвовавший в отражении английских вторжений и в гражданских войнах в Аргентине, а также первый губернатор Кордовы (1820—1829).

## Семья и первые годы
Родился в августе 1779 года в Эстансия-Санта-Мария-де-Пунилья, в семье Педро Леона Бустоса (1739—1786) и Марии Томасины де ла Пуэбла. Он был женат на Марии Хулиане Море, от которой у него было трое детей: Мария Секундина дель Росарио, Рамон и Мария Анхела.
В 1806 году он начал приобретать известность на национальном уровне, став капитаном корпуса ополчения, который выступил из Кордовы, чтобы освободить Буэнос-Айрес во время английских вторжений. После отвоевания города он поступил на службу в батальон Аррибеньос.
В 1807 году в ответ на вторую попытку британцев вторгнуться в Буэнос-Айрес он проявил себя выдающимся образом, когда во главе отряда из 30 человек сумел разгромить сильный отряд британского 88-го пехотного полка. Благодаря своей храбрости он получил звание подполковника Аррибеньоса.
Хуан Баутиста Бустос принимал активное участие в Майской революции 1810 года, являясь одним из главных ее выразителей во «внутренних делах». В апреле 1811 года, после революции «орильерос», в которой он, возможно, принимал участие, он был назначен членом Суда общественной безопасности. Однако, когда сектор, подчинявшийся Корнелио Сааведре, пал, его отстранили от военного командования. Он продолжал заниматься торговлей до конца 1812 года, когда после падения Первого триумвирата он был восстановлен на действительной службе и назначен командиром 2-го пехотного батальона, достигнув чина полковника.

## Северная армия
В 1815 году верховный директор Игнасио Альварес Томас направил его в Северную армию. Он не участвовал в битве при Сипе-Сипе, поскольку губернатор Сальты Мартин Мигель де Гуэмес не позволил ему присоединиться к армии, посчитав, что у него есть приказ свергнуть северного лидера.
Включенный в Северную армию, он стал одним из доверенных офицеров генерала Мануэля Бельграно и достиг звания старшего полковника Вспомогательной армии Перу, хотя он не принимал участия ни в одной из кампаний в Верхнем Перу.
Несмотря на свое провинциальное происхождение, когда между Директорией и провинциями, стремившимися к большей степени автономии, вспыхнули внутренние конфликты, Хуан Бустос остался верен Директории. В 1816 году он сражался против лидера Сантьяго Хуана Франсиско Борхеса, а в 1818 году столкнулся с бригадным генералом Эстанислао Лопесом, губернатором Санта-Фе, членом Федеральной лиги и союзником Артигаса, который победил его в Фраиле-Муэрто (сегодня Бель-Виль, Кордова).
В 1819 году правительство Буэнос-Айреса предприняло еще одну попытку разрушить Федеральную лигу и начало кампанию против Эстанислао Лопеса. 18-19 февраля Бустос сражался с Лопесом в битве при Ла-Эррадуре (на реке Терсеро), однако в ходе сражения не было выявлено решающего победителя. 10 марта произошло новое сражение в Лас-Барранкасе, Кордова, в котором силы Лопеса разбили силы Буэнос-Айреса под командованием Хуана Хосе Вьямонте. 12 апреля в Сан-Лоренсо было подписано перемирие, действие которого продлилось всего несколько месяцев, поскольку в ноябре возобновились военные действия.

## Мятеж в Арекито
Последним военным приказом Мануэля Бельграно было выступить на Санта-Фе-Лопес, отправив туда Северную армию под командованием майора-полковника Франсиско Фернандеса де ла Круса, а Хуан Бустос стал его заместителем. 9 января 1820 года значительная часть армии восстала в Поста-де-Арекито, провинция Санта-Фе. Этот эпизод известен как «Мятеж в Арекито», и главной целью его организаторов было вывести армию из гражданской войны.
С этой целью они объявили Фернандеса де ла Круса низложенным и заявили о своем нейтралитете в противостоянии с федеральной партией. Хуан Баутиста Бустос был одним из лидеров, вместе со своим соотечественником полковником Хосе Марией Пасом, полковником Тукумана Алехандро Эредией и подполковником Фелипе Ибаррой. Всего через месяц, после битвы при Сепеде, пал последний Верховный правитель Соединенных провинций Рио-де-ла-Плата Хосе Рондо.

## Губернатор Кордовы
Бустос вернулся в Кордову с 2500 человек, где он был провозглашен губернатором Учредительным собранием провинции и приведен к присяге 24 марта. Будучи губернатором, Бустос стремился укрепить связи с остальной частью страны. Он поддерживал тесные отношения с Хосе де Сан-Мартином и с Мартином Мигелем де Гуэмесом, хотя и не отправлял Северную армию на помощь последнему. Хуан Баутиста Бустос заключил мир с Эстанислао Лопесом и принял участие в короткой гражданской войне против каудильо Энтре-Риос Франсиско Рамиреса и против чилийца Хосе Мигеля Карреры, которого он победил в Крус-Альта (Кордова).
Бустос сыграл важную роль в Бенегасском договоре ноября 1820 года, отправив туда представителей из Кордовы. Это привело к перемирию между провинциями и соглашению о созыве Национального конгресса в январе 1821 года. Однако это не было осуществлено из-за сопротивления Буэнос-Айреса, особенно министра Бернардино Ривадавии.
Его политической базой в Кордове было сельское население, некоторые скотоводы, низшее духовенство и некоторые группы, которые следовали за Хосе Хервасио Артигасом. Он руководил стабильным, прогрессивным правительством, отмеченным терпимостью к своей оппозиции. 30 января 1821 года он утвердил Конституцию Кордовы, которая восхваляла индивидуальные права и свободы. 26 сентября 1822 года он создал Junta Protectora de Escuelas с целью содействия начальному образованию в сельских районах.

## Переизбрание
По окончании его срока, 25 февраля 1825 года, его сторонники предложили его переизбрать. Однако провинциальный конгресс представителей с помощью маневра назначил на пост умеренного политика Хосе Хулиана Мартинеса. Это вызвало гнев сторонников Бустоса, которые при поддержке командиров похода — лидеров сельской милиции — распустили Конгресс и избрали новых представителей, которые 30 марта 1825 года вновь назначили его губернатором.
Федеративная позиция, которую отстаивал Хуан Баутиста Бустос, вступала в противоречие с централистскими притязаниями унитарианца Бернардино Ривадавии, который из Буэнос-Айреса стремился консолидировать центральную власть. Бустос приказал уволить представителей Кордовы, которые поддержали унитарную политику на Генеральном конгрессе 1824 года, и, как и все провинциальные правительства, за исключением двух, отказались принять Конституцию 1826 года.
Чтобы предотвратить наступление централистов на Буэнос-Айрес, Бустос обратился к Факундо Кироге. Дискредитация правительства Ривадавии побудила Бустоса в мае 1827 года выдвинуть предложение об организации республики на федеративной основе. Бустос был одним из первых губернаторов, который поручил Мануэлю Доррего, федеральному лидеру, управлявшему Буэнос-Айресом после отставки Бернардино Ривадавии в 1827 году, отвечать за внешние сношения, что было своего рода слабой национальной исполнительной властью.

## Поражение и смерть
Его престиж и хорошее управление сделали его лидером или каудильо провинций. Поэтому он стал одной из первых целей унитарной реакции после свержения и убийства федерального губернатора Буэнос-Айреса Мануэля Доррего. Таким образом, генерал Хосе Мария Пас, его бывший товарищ, также родом из Кордовы, но ярый приверженец унитарианства — и самый способный из унитарианских военных лидеров — двинулся на Кордову под предлогом возвращения солдат с Бразильской войны в их провинции. Однако было ясно, что ему предстоит взыскать «старые долги». Не только из-за его изгнания из провинции восемь лет назад, но и из-за ограниченного участия губернатора Бустоса в провалившейся кампании в Верхнем Перу и Бразильской войне.
Не сумев помешать Пасу наступить на город Кордова, Бустос отступил к ранчо Сан-Роке, которое сегодня покрыто водами озера Сан-Роке. Он заключил перемирие с Хосе Марией Пасом, делегировал ему командование провинцией и попытался подписать соглашение о проведении выборов, в которых двум генералам было бы запрещено участвовать. Тем временем Бустос пытался выиграть время, чтобы успеть на помощь Факундо Кироге, который шел из Ла-Риохи.
Пас неожиданно атаковал его 22 апреля 1829 года в так называемой битве при Сан-Роке, нанеся ему полное поражение. Бустос бежал в Ла-Риоху, чтобы просить помощи у Факундо Кироги. Он организовал отряд для противостояния Пасу, в который вошли войска его провинции и ополченцы Кордовы под командованием самого Бустоса. Унитаристы и федералисты столкнулись с Кирогой и Бустосом в Ла-Табладе (тогда это было место, прилегающее к городу Кордова, а сегодня это район Серро-де-лас-Росас этого города) 22-23 июня 1829 года. Армия под командованием Паса, уступавшая по численности, но гораздо более дисциплинированная, лучше оснащенная и имевшая подавляющее превосходство в артиллерии и, что самое главное, возглавляемая выдающимся тактиком и стратегом, разгромила силы Кироги. Бустос бежал в провинцию Ла-Риоха и вернулся в Кордову шесть месяцев спустя, сопровождая Кирогу во время его второй попытки захватить Кордову. Пасу удалось снова одержать победу, на этот раз в битве при Онкативо 25 февраля 1830 года. Бустос снова бежал, но на этот раз в направлении Санта-Фе, в поисках защиты у своего старого врага Эстанислао Лопеса. Преследуемый людьми Паса, он оказался в овраге с видом на реку Примеро и, чтобы избежать плена, бросился в воду вместе со своей лошадью. Ему удалось сбежать от похитителей, но прыжок привел к травме груди и другим травмам. Он нашел убежище среди местных гаучо и через пару дней ему удалось добраться до города Санта-Фе, где его встретил Эстанислао Лопес, который принял его радушно. Но его здоровье было серьезно подорвано, и 18 сентября 1830 года он умер.